# ミゲル・アンヘル・ポンセ
ミゲル・アンヘル・ポンセ・ブリセーニョ（Miguel Ángel Ponce Briseño 、1989年4月12日 - ）は、アメリカ合衆国・カリフォルニア州サクラメント出身のプロサッカー選手。メキシコ代表。CDグアダラハラ所属。ポジションは、ミッドフィールダー。

## 経歴
ポンセ自身はアメリカ合衆国市民権を持っているため、アメリカ合衆国代表を選ぶことも出来たが、ルーツのメキシコを選択した。
2011年、コパ・アメリカ2011でA代表初招集。同大会のペルー戦で初キャップを記録。2011年に参加した2011年パンアメリカン競技大会では金メダル獲得に貢献した。他の主要大会では、オリンピックの予選と本戦、2013 CONCACAFゴールドカップ、2014 FIFAワールドカップなどに参加している

## 代表歴

### 出場大会
- メキシコ代表
  - 2014 FIFAワールドカップ

### 試合数
- 国際Aマッチ 12試合 1得点（2011年-2014年）[3]

| メキシコ代表 | 国際Aマッチ | 国際Aマッチ |
| 年           | 出場        | 得点        |
| ------------ | ----------- | ----------- |
| 2011         | 2           | 0           |
| 2012         | 0           | 0           |
| 2013         | 2           | 1           |
| 2014         | 8           | 0           |
| 通算         | 12          | 1           |

### 得点
| #  | 開催日        | 会場     | 対戦国         | スコア | 結果 | 試合概要                    |       |
| -- | ------------- | -------- | -------------- | ------ | ---- | --------------------------- | ----- |
| 1. | 2013年7月14日 | デンバー | マルティニーク | 3–1    | 3–1  | 2013 CONCACAFゴールドカップ | [ 4 ] |

## タイトル

### クラブ
グアダラハラ
- リーガMX: 2017
- コパMX: 2015, 2017
- スーペルコパMX: 2016

### 代表
- パンアメリカン競技大会金メダル: 2011
- オリンピック金メダル: 2012